# Осорио, Йордан
Йордан Эрна́ндо Осо́рио Паре́дес (исп. Yordan Hernando Osorio Paredes; род. 10 мая 1994, Баринас, Венесуэла) — венесуэльский футболист, защитник клуба «Парма» и сборной Венесуэлы.

## Клубная карьера
Осорио начал карьеру в клубе «Самора» из своего родного города. 3 апреля 2014 года в матче против «Льянерос» он дебютировал в венесуэльской Примере. 30 марта 2015 года в поединке против «Атлетико Венесуэла» Йордан забил свой первый гол за «Самору». В составе клуба он трижды стал чемпионом Венесуэлы. В начале 2017 года Осорио перешел в португальскую «Тонделу». 22 января в матче против лиссабонской «Бенфики» он дебютировал в Сангриш лиге. 28 января в поединке против «Шавиша» Йордан забил свой первый гол за «Тонделу».
В начале 2018 года Осорио на правах аренды перешёл в «Порту». 2 апреля в матче против «Белененсиша» он дебютировал за новый клуб. По итогам сезона Йордан стал чемпионом страны, а «Порту» выкупил его трансфер.
Летом того же года для получения игровой практики Осорио на правах аренды перешёл в «Виторию Гимарайнш». 10 августа в матче против «Бенфики» он дебютировал за новую команду. 30 сентября в поединке против «Витории Сетубал» Йордан забил свой первый гол за «Виторию Гимарайнш».
31 августа 2019 года Осорио перешёл в российский клуб «Зенит» на правах аренды до конца сезона. 17 сентября в поединке Лиги чемпионов против французского «Лиона» Йордан дебютировал за основной состав. 16 октября в матче против «Урала» он дебютировал в РПЛ.
В 2020 году подписал контракт с итальянской «Пармой».

## Карьера в сборной
4 июня 2017 года в товарищеском матче против сборной США Осорио дебютировал за сборную Венесуэлы.
В 2019 году Осорио принял участие в Кубке Америке в Бразилии. На турнире он сыграл в матче против сборной Бразилии.

## Достижения
Командные
 «Самора»
- Чемпион Венесуэлы (3): 2013/14, 2015, 2016

 «Порту»
- Чемпион Португалии: 2017/18

 «Зенит»
- Чемпион России: 2019/20
- Обладатель Кубка России: 2019/20